# Roma Bălți
Roma Bălți este un club de fotbal din Bălți, Republica Moldova. Clubul a fost fondat în 1994 și a evoluat timp de 3 sezoane în Divizia Națională, între anii 1997-2000.

## Istoric evoluții
| An        | Divizie | Poziție | M  | V  | E | Î  | Golaveraj | Dif. | Puncte |
| --------- | ------- | ------- | -- | -- | - | -- | --------- | ---- | ------ |
| 1995-1996 | „B”     | 1       |    |    |   |    |           |      |        |
| 1996-1997 | „A”     | 2       | 26 | 16 | 7 | 3  | 43:14     | +29  | 55     |
| 1997-1998 | DN      | 8       | 26 | 10 | 7 | 9  | 40:32     | +8   | 37     |
| 1998-1999 | DN      | 7       | 24 | 6  | 5 | 13 | 17:27     | -10  | 23     |
| 1999-2000 | DN      | 9       | 36 | 8  | 6 | 22 | 28:66     | -38  | 30     |
| 2000-2001 | „A”     | 11      | 30 | 10 | 5 | 15 | 34:45     | -11  | 35     |

## Palmares
- Divizia "B" (1): 1995-96
- Divizia "A"

Locul 2: 1996–97
- Cupa Moldovei

Sferturi de finală: 1995–96, 1996–1997, 1997–1998, 1998–1999